# Beatogordius variabilis
Beatogordius variabilis är en tagelmaskart som beskrevs av Miralles 1981. Beatogordius variabilis ingår i släktet Beatogordius och familjen Chordodidae. Inga underarter finns listade i Catalogue of Life.